# دیو پالسکی
دیو پالسکی (به انگلیسی: Dave Polski) فیلمنامه‌نویس و نویسنده ی مجموعه های تلویزیونی و فیلم و انیمیشن هست و از نویسندگی های او می توان به نفرت‌انگیز، پونی کوچولو جادوی دوستی،سونیک بوم،فیلم ترسناک ۲ اشاره کرد.